# Couratari oligantha
Couratari oligantha är en tvåhjärtbladig växtart som beskrevs av Albert Charles Smith. Couratari oligantha ingår i släktet Couratari, och familjen Lecythidaceae. Inga underarter finns listade i Catalogue of Life.